# 费列雷
费列雷（義大利語：Ferriere），是意大利皮亚琴察省的一个市镇。总面积179平方公里，人口1595人，人口密度8.9人/平方公里（2009年）。ISTAT代码为033020。

## 友好城市
- 法國 马恩河畔诺让